# Adolf Winkelmann
Adolf Winkelmann (ur. 26 marca 1887 w Salzkotten, zm. 1 lutego 1947) – doktor medycyny, naczelny lekarz obozu koncentracyjnego Ravensbrück (KL) oraz SS-Hauptsturmführer.

## Życiorys
Był członkiem NSDAP i SS. Naczelny lekarz obozu Ravensbrück od lutego do kwietnia 1945. Winkelmann był specjalistą w dokonywaniu selekcji więźniarek (zwłaszcza na bloku gruźliczym, choć nie tylko) podczas apeli, co skutkowało kierowaniem tych niezdolnych do pracy do komór gazowych w podobozie Ravensbrück Uckermark lub ich rozstrzelaniem. Oprócz tego, 11 marca 1945, zorganizował w Ravensbrück tzw. "święto sportu". Esesmani zmuszali wówczas więźniarki do skakania przez rowy, biegania i dokonywania innych uciążliwych ćwiczeń. Wiele, zbyt chorych, starych czy zmęczonych więźniarek, nie wytrzymało tych tortur, w związku z czym posłano je do komór gazowych.
Aresztowany przez aliantów, Winkelmann zasiadł na ławie oskarżonych w pierwszym procesie załogi Ravensbrück przed brytyjskim Trybunałem Wojskowym w Hamburgu. Nie dotrwał jednak do końca procesu, gdyż zmarł na początku lutego 1947 na atak serca w więzieniu Hameln, gdy dowiedział się, że grozi mu kara śmierci.